# Santa Martina
Santa Martina är en ort i Mexiko.   Den ligger i kommunen Fortín och delstaten Veracruz, i den sydöstra delen av landet, 230 km öster om huvudstaden Mexico City. Santa Martina ligger 1 042 meter över havet och antalet invånare är 558.
Terrängen runt Santa Martina är huvudsakligen kuperad, men den allra närmaste omgivningen är platt. Runt Santa Martina är det tätbefolkat, med 550 invånare per kvadratkilometer. Närmaste större samhälle är Córdoba, 7,1 km sydost om Santa Martina. Trakten runt Santa Martina består till största delen av jordbruksmark.